# Distoplectron campbelli
Distoplectron campbelli is een insect uit de familie van de mierenleeuwen (Myrmeleontidae), die tot de orde netvleugeligen (Neuroptera) behoort. 
Distoplectron campbelli is voor het eerst wetenschappelijk beschreven door Handschin in 1935.